# ۷۱۰ (خورشیدی)
۷۱۰ هفتصد و دهمین سال هجری خورشیدی است.